# Rashid Johnson
Rashid Johnson, né en 1977 à Chicago, est un artiste américain qui produit de l'art conceptuel post-black (en),,. 
Son travail a été exposé dans le monde entier.

## Biographie
Rashid Johnson naît dans l'Illinois d'une mère universitaire, Cheryl Johnson-Odim, et d'un père vétéran de la guerre du Vietnam, Jimmy Johnson, qui était un artiste mais qui travaillait aussi dans l'électronique. Ses parents divorcent quand il a deux ans et sa mère se remarie avec un homme d'origine nigériane. Johnson a déclaré qu'il a grandi dans une famille basée sur l'afrocentrisme qui célébrait Kwanzaa.   

Il étudie au Columbia College de Chicago et à l'École de l'Institut d'art de Chicago.   
Johnson reçoit une attention critique lorsque des exemples de son travail sont inclus dans l'exposition Freestyle organisée par Thelma Golden au Studio Museum de Harlem en 2001.  
En plus de son travail photographique, Johnson réalise des installations audio, vidéo et de sculpture et est connu à la fois pour ses productions artistiques inhabituelles et pour son processus de combinaison de divers aspects de la science avec l'histoire des Noirs.
En 2019, son premier long métrage, Native Son, sort au Festival du film de Sundance.
En octobre 2021, Rashid Johnson participe à un programme de mentorat au sein de Reiffers Art Initiatives. L'artiste américain choisi l'artiste français Kenny Dunkan. Le mentorat a donné lieu à une exposition pendant la FIAC.

## Vie privée
Johnson est marié à l'artiste Sheree Hovsepian. Ils vivent à New York et ont un enfant. 